# 風雲計劃
風雲計劃是由香港大學法律學院副教授戴耀廷於2017年香港特別行政區行政長官選舉後提出的構想，目標是在2019年香港區議會選舉中，奪得更多區議會議席，繼而增強民主派於特首選舉以至立法會的影響力。

## 背景
2017年香港特別行政區行政長官選舉的1200名選委中，就有117名是由全港18區區議員互選產生的。同時70位立法會議員中，亦有一席是區議員互選產生的（區議會（第一）功能界別）。為增加民主派於特首選舉的影響力和立法會議席數目，民主派要由搶佔區議會議席入手，戴耀廷便萌生風雲計劃的構想。

## 執行方法
戴耀廷倡議的「風雲計劃」，首先要找一百多名有志人士參加2019年香港區議會選舉，培育「風雲戰士」，讓他們填補本來沒有民主派代表出選的區議會選區，減少建制派自動當選議席，將戰線拉長，幫助整體民主派選情。
籌備期間，戴曾游說元老級泛民，重新披甲出戰區議會選舉，亦着手培訓新人，包括開設培訓班，邀請現任區議員為政治素人開課。

## 目的
如果民主派能在2019年香港區議會選舉取得過半數議席，便能在2020年香港立法會選舉奪得區議會（第一）功能界別一席（此界別是由全港數百名區議員互選的，若民主派區議員數量過半，屆時所有民主派區議員亦投給民主派候選人，便能奪得此議席），以及在2020年香港立法會選舉區議會（第二）功能界別民主派連奪五席。
接着在2021年香港選舉委員會界別分組選舉裏，就能奪得117（57+60）名選委（57名選委是由「港九各區議會界別」選出，由於選舉委員會界別分組選舉裏該界別是以全票制作為選舉方式，每名區議員可以投票給相等於該界別議席內的議席數量，若民主派於港島和九龍九區議會議席整體能過半，無意外就能贏到57名選委；「新界各區議會」的60席也是同樣情況）。相對於對上兩屆特首選舉勝出者只有689票及777票，在得到區議會所屬的117名選委後，民主派特首選舉的影響力，將會大大提升。

## 各界人士回應
部份民主派人士認為，戴耀廷只為透過提出運動，藉以爭取民主派領導權。親共傳媒渲染風雲計劃是「港獨」奪權計劃，將「港獨」分子投放到不同層級選舉，左右整個「泛民」走向，並影響2022年特首選舉。基於有關報導錯用民主動力協調名單，結果引來訕笑。

## 轉變和迴響
直至2019年3月，風雲計劃有大約三十多人考慮參選，不少地區工作者是素人，與原有填充所有無泛民競逐的「白區」有一大段距離。由於戴耀廷4月就佔中案件被判，風雲計劃會交由一直合作的大專教授何芝君接手，而且在邀請泛民元老方面，反應未如理想。加上風雲計劃沒有提供人力物力等資源，連選舉保證金也沒有資助，欠缺吸引力，使參選人數比預期低。
基於反修例運動，眾多參與者受到2014年雨傘運動之後傘後團體及風雲計劃啟發，紛紛落區參選區議會選舉，如前立法會議員譚香文自六月起發起「反自動當選運動」，內容亦與風雲計劃相近，但亦遇上政治立場相近候選人參選問題（俗稱「撞區」）。
最終2019年10月14日提名期結束，452個選區都有超過一名候選人，當中包括最少一名非建制派候選人，亦即是所有選民都需要在11月24日的投票日投票。

## 選舉結果出爐後
民主派在高投票率下，亦首次壓倒性在多個選區大獲全勝，取得全港整體絕大多數議席（389席）；而建制派和鄉事派則遭遇空前慘敗（59席）。但如果按票數劃分，民主派和建制派獲得的票數約為57.44%比41.32%，與傳統意義上兩個陣營票數約「六四比」的狀況類似，兩者差距約40多萬張選票。